# Daniel Kružík
Daniel Kružík (* 3. listopadu 1996 Louny) je český lední hokejista hrající na pozici útočníka. momentálně hraje Extraligu ledního hokeje za tým HC Energie Karlovy Vary.

## Život
Svá dorostenecká a mládežnická léta strávil v celku HC Kladno. Objevil se rovněž v reprezentačních výběrech těchto kategorií. Za mužský výběr prvně nastoupil během sezóny 2015/2016, když odehrál dva zápasy za kladenské Rytíře. Před ročníkem 2016/2017 přestoupil do pražské Slavie, za kterou nastoupil ke 22 utkáním a další čtyři spolu se sedmi v playoff odehrál na hostování v celku HC Klatovy. Po sezóně se stěhoval zpět do Kladna a za během sezóny 2017/2018 stihl dále ještě odehrát utkání na hostování za HC Slovan Ústí nad Labem a za HC Řisuty. Další ročník (2018/2019) strávil celý v barvách Kladna, za nějž začal i další ročník. Po jednom utkání se ale přesunul na hostování do Ústí nad Labem. Odtud po 43 odehraných zápasech přešel na své první zahraniční angažmá, a sice na Slovensko do tamního celku Bratislava Capitals. Po konci soutěže se přesunul zpět do své vlasti, konkrétně do Slavie Praha, za kterou od sezóny 2020/2021 nastupuje.